# ویلیام جی. بیزلی
ویلیام جی بیزلی (انگلیسی: William G. Beasley; ۲۲ دسامبر ۱۹۱۹ – ۱۹ نوامبر ۲۰۰۶) دارای نشان امپراتوری بریتانیا، عضو آکادمی بریتانیا، مورخ، نویسنده در تاریخ شرق آسیا اهل بریتانیا بود.
وی همچنین برندهٔ جوایزی همچون عضو آکادمی بریتانیا شده است.